# Tococa erioneura
Tococa erioneura är en tvåhjärtbladig växtart som först beskrevs av Célestin Alfred Cogniaux, och fick sitt nu gällande namn av John Julius Wurdack. Tococa erioneura ingår i släktet Tococa och familjen Melastomataceae. Inga underarter finns listade i Catalogue of Life.